# Serú '92
Serú '92 es el quinto y último álbum de estudio del grupo musical de Argentina Serú Girán lanzado en el año 1992. Fue un éxito comercial, con ventas que superaron las 200 mil copias y multitudinarios conciertos en Córdoba y Rosario, y dos en Buenos Aires (se decidió agregar un segundo concierto al finalizar el primer concierto), estos últimos ante más de 160 mil personas, los cuales fueron editados en dos nuevos LP. El segundo concierto, además, fue televisado en vivo por Canal 13.

## Historia

### Antecedentes
Ya habían pasado diez años de la partida de Pedro Aznar a Boston, dejando a Serú Girán como un trío disfuncional, por lo cual editaron un álbum en vivo (No llores por mí, Argentina) y rápidamente David Lebón, Charly García y el propio Aznar publicaron sus respectivos álbumes solistas. Tras haber editado el álbum Tango en 1985, hacia 1991 la dupla García/Aznar editó un segundo trabajo, Tango 4, mientras que Lebón editó Nuevas mañanas, y Oscar Moro ya hacía bastante que había tenido éxito tras su dúo Moro-Satragni y una breve participación en Riff a mediados de la década anterior.

### Canciones
El disco abre con «Queen Elizabeth», una canción instrumental compuesta por Charly García basada en sonidos programados en el sintetizador de García a los que se suma toda la banda. Luego llega «Mundo agradable», la canción de Lebón que fue el primer corte del disco y luego se convirtió en un jingle del Canal 9 de Buenos Aires. Siguen «No puedo dejar», un tema sobrante del disco Filosofía barata y zapatos de goma de Charly García, y otra canción de Lebón titulada «Ese tren».
«A Cada Hombre, A Cada Mujer», una composición de Aznar, los tiene, por primera vez, a García, Aznar y Lebón uniendo sus voces en las estrofas de una canción que Aznar suele tocar en sus conciertos hasta el presente. A continuación llega otro tema de García/Aznar: «Hundiendo el Titanic», un tema que se ubica dentro de las humoradas de Shaka y Laka (como se autodenominan entre sí Charly y Pedro en Radio Pinti) como «Cucamonga Dance» de Tango 4. En «Transformación», de Charly García, este otra vez comparte estrofas con Lebón y Aznar. «Déjame entrar», de Pedro Aznar, pone el foco en la por entonces reciente Guerra del Golfo (1991), que Aznar luego reinterpretó en el disco de dúos en 2004 con el piano de Adrián Iaies. «Nos veremos otra vez» es una canción lenta de Lebón, mientras que «Si me das tu amor» de Aznar y el blues «Muévete al hablar» de David Lebón cierran el disco.

### Presentación
La banda presentó el disco en 1992 con dos recitales en el Estadio Monumental ante aproximadamente 160 000 personas, marcando un récord para una banda de rock nacional hasta ese momento.

## Lista de canciones
| Serú '92 |                                                                      |                         |          |  |
| N.º      | Título                                                               | Escritor(es)            | Duración |  |
| 1.       | «Queen Elizabeth» (Instrumental)                                     | García                  | 5:07     |  |
| 2.       | «Mundo agradable» (Voz líder: Lebón)                                 | Lebón                   | 4:12     |  |
| 3.       | «No puedo dejar» (Voz líder: García)                                 | García/Aznar            | 3:08     |  |
| 4.       | «Ese tren» (Voz líder: Lebón)                                        | Lebón                   | 3:13     |  |
| 5.       | «A cada hombre, a cada mujer» (Voces líderes: Aznar, Lebón y García) | Aznar                   | 3:56     |  |
| 6.       | «Hundiendo el Titanic» (Voz líder: García)                           | García/Aznar/Moro       | 2:35     |  |
| 7.       | «Transformación» (Voces líderes: García y Lebón)                     | García                  | 6:57     |  |
| 8.       | «Déjame entrar» (Voz líder: Aznar)                                   | Aznar                   | 3:30     |  |
| 9.       | «Nos veremos otra vez» (Voz líder: Lebón)                            | Lebón/García/Aznar      | 3:58     |  |
| 10.      | «Si me das tu amor» (Voz líder: Aznar)                               | Aznar                   | 3:41     |  |
| 11.      | «Muévete al hablar» (Voz líder: Lebón)                               | García/Lebón/Aznar/Moro | 6:08     |  |
| 46:25    |                                                                      |                         |          |  |

## Músicos
- Charly García: Teclados, sintetizadores, guitarra eléctrica, cajas de ritmos y voz.
- David Lebón: Guitarra eléctrica, guitarra acústica y voz.
- Oscar Moro: Batería y percusión.
- Pedro Aznar: Bajo, bajo sin trastes, guitarra acústica, teclados, sintetizadores, saxofón y voz.

## Ficha técnica
- Peter Baleani: Grabación en Del Cielito Records.
- Joe Blaney: Mezcla.
- Ted Jensen: Masterización.
- Charly García: Fotografía de tapa.
- Alfi Baldo: Diseño.
- Serú Girán: Producción.